# Канченџунга
 Канченџунга  (Nepalski: कञ्चनजङ्घा Kanchanjaŋghā, Limbu: Sewalungma (सेवालुन्ग्मा)) је планина на граници Непала и Индије. С 8586 м, је трећи највиши планински врх на свету након Моунт Евереста и К2.
Име нејасног значења најчешће се преводи као Пет блага великог снега, алузија на пет врхова те планине, од којихсу четири виших од 8450м. На локалном језику Лимбу, назив планине је Севалунгма ("Планина којој нудимо поздрав"). Канченџунга или Севалунгма сматра се светом планином у религији Кирата.
Три од пет врхова (главни, централни и јужни) налазе се на граници округа Северни Сиким у Сикиму, и округа Таплејунг у Непалу, док су преостала два у потпуности на територију округа Таплејунг. Непалски део планине налази се у заштићеном подручју  Канченџунга Конзервејшн Ареа Проџект (ККА) површине 2035 km², којег у сарадњи с непалском владом води Ворлд Вилдлајф Фонд. Подручје је дом црвеном панди и другим планинским животињама, птицама и биљкама. Индијска страна Кангцхењунге такођер се налази у заштићеном парку Кхангцхендзонга Натионал Парк.
Премда је Kangchenjunga  службени правопис назива којег су прихватили Даглас Фрешфилд, А.М. Келас, и Краљевско географско друштво, као најбоља назнака тибетанског изговора, постоји и неколико алтернативних имена која укључују Kangchen Dzö-nga, Khangchendzonga, Kanchenjanga, Kachendzonga, Kangchanfanga. Коначну одлуку о коришћењу имена  Канченџунга донео је сер Таши Намгул, махараџа или чогyл Сикима, који је изјавио да "премда јунга на тибетанском нема значења, Zod-nga (благо, пет) Kang-chen (снег, велико) је требало исправно пренети значење." Након консултација с потпуковником Ј.Л.Р. Вејром (британским политичким агентом у Сикима), сложио се да је најбоље задржати назив Канченџунга, те се такво име користи и данас.
До 1852. за Канченџунгу се претпостављало да је највиша планина на свету, али након британске Великог тригонометријског мерења, 1849. закључено је да је Монт Еверест (тада познат као Пик XV) највиши а Канченџунга трећа највиша планина. Први је пута освојена 25. маја 1955. када су се на врх попели чланови британске експедиције Џо Браун и Џорџ Бенд. Експедиција је поштовала Сикимско веровање да је врх планине крај света, те су се зауставили неколико метара пре самог врха. Од тада, већина успешних успона поштује ту традицију.

## Опис
Пет врхова Канченџунге
| Назив врха                      | висина (м) | висина (фт) |
| ------------------------------- | ---------- | ----------- |
| Канченџунга Мејн                | 8586       | 28 169      |
| Канченџунга Запад (Јалунг Канг) | 8505       | 27 904      |
| Централна Канченџунга           | 8482       | 27 828      |
| Канченџунга Југ                 | 8494       | 27 867      |
| Кангбачен                       | 7903       | 25 925      |

Велики масив Канченџунге подупиру велики гребени који се пружају приближно у смеру исток — запад и север — југ, у облику великог слова "X". Гребени садрже мноштво врхова између 6000 и 8000метара. Планина Сињолку (6888м) налази се на источном гребену у Сикиму. Западни гребен кулминира планином Јану (7710м), са својом импозантном северном страном. На југу су, јасно видљиви из Дарјелинга, Северни Кабру (7338м), Јужни Кабру (7316м) и Ратонг пикс (6678м). Северни гребен, након проласка кроз мањи подврх  Канченџунга Север (7741м), садржи Твин пикс и Тент Пик, те се прелазом Јонгсонг Ла (6120 м) пружа до тибетанске границе.
Канченџунга је позната по свом чувеном погледу из Дарјелинга. Народ Сикима Канченџунгу поштује као свету планину, те се на индијској страни ретко издавају дозволе за покушаје освајања врха.
Ради своје удаљене локације у Непалу и тешког приступа из Индије, регија Канченџунге није толико истражена од стране трекера, те је углавном сачувана нетакнута природа. Такође и у Сикиму, трекинг је у подручју тек недавно дозвољен. Све популарнија стаза Гојча Ла, пружа се од истоименог планинског прелаза, лоцираног испред велике југоисточне стране Кангчеџунге. Још једна стаза за Грин Лејк Басен недавно је отворена за трекинг. Пружа се ка североисточној страни Кангченџунге дуж славног ледника Зему Глечер.

## Освајање

### Први успон
1955., Британци Џо Браун И Џорџ Бенд попели су се на врх 25. маја, те су идућег дана то поновили и Норман Харди и Тони Стридер. Тим је такође укључивао и Џна Клеџа (лекара), Чарлса Еванса (вођа експедиције), Џона Ангела Џексона, Нила Мадера и Тома Мекинона.
Успон је доказао да је Кровлијева рута из 1905. (такође истражена у експедицији 1954) изводљива. Рута започиње на леднику Јалунг југозападно од врха, и пење се литицом Јалунг, високом 3000 м. Главна карактеристика литице је "велика избочина" ("Грет Шелф"), широко нагнута у односу на подножје на око 7500 м, прекривена висећим ледником. Пут готово у потпуности води преко снега, ледника, и једног ледопада. Гребен при врху садржи и мањи део пута по стени.
Експедиција првог успона поставила је шест логора изнад базног кампа, два испод избочине, два на избочини и два изнад. Пут ка врху започет је 18. априла и до 28. маја сви су се вратили у базни логор.